# Josef Pieprzyk
Josef Pieprzyk, né en 1949, est un cryptologue et professeur à l'Université Macquarie en Australie.
Son travail porte notamment sur la cryptanalyse, par exemple : l'attaque XSL.